# Aston Barrett

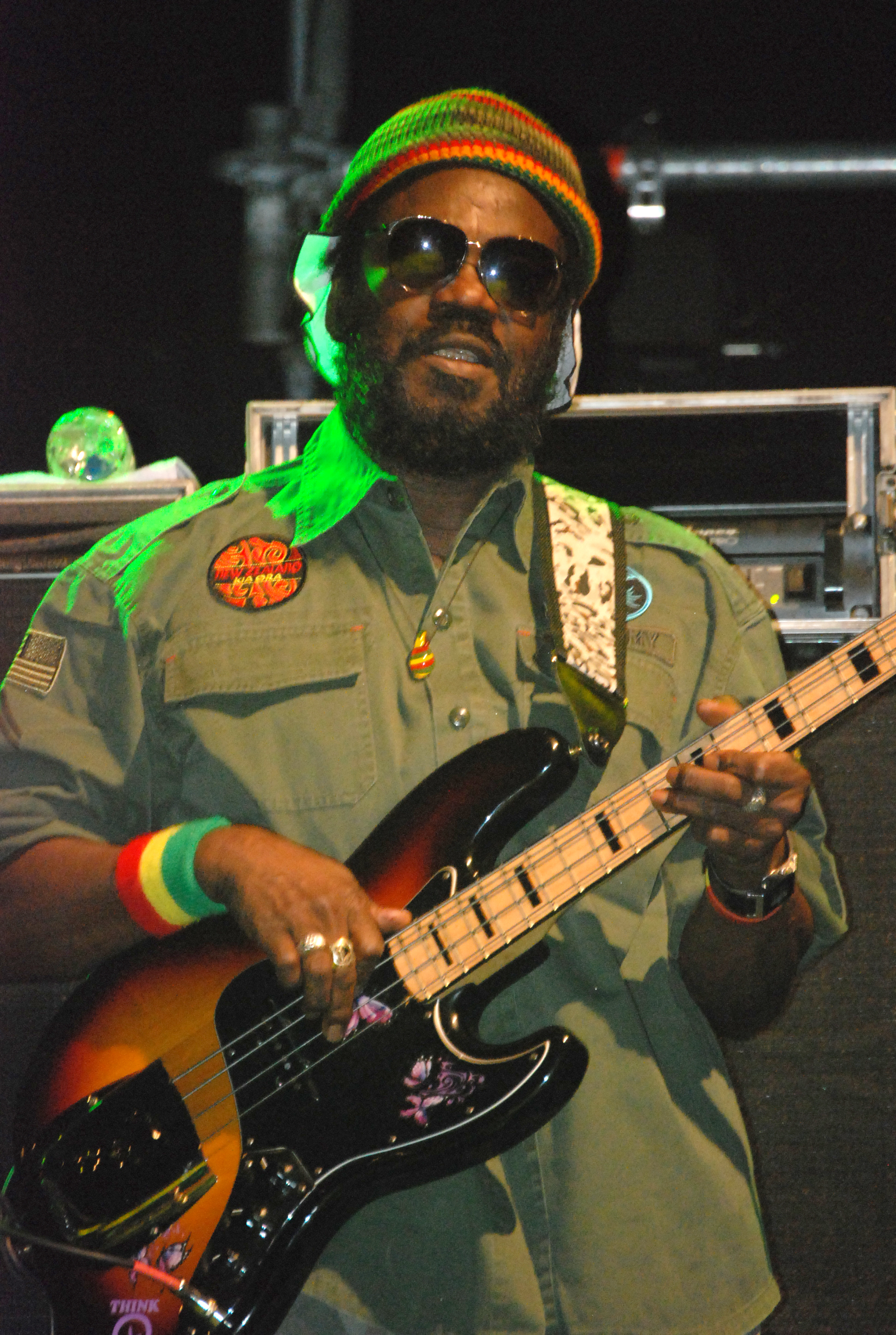
Aston Barrett (2010)

Aston Francis „Family Man“ („Fams“) Barrett, CD (* 22. November 1946 in Kingston, Jamaika; † 3. Februar 2024 in Miami, Florida) war ein Reggae-Bassist des Early Reggae und Roots-Reggae. Zusammen mit seinem jüngeren Bruder Carlton spielte er nacheinander bei den Hippy Boys, Lee Perrys Studioband The Upsetters und Bob Marleys Begleitband The Wailers.

## Werdegang

### Frühe Karriere
Aston Barretts Vater und Großvater waren Musiker. In jungen Jahren bastelte er sich selbst seinen ersten Bass (mit nur einer Saite) und spielte mit seinem vier Jahre jüngeren Bruder Carlton zusammen, der sich ein Schlagzeug aus alten Farbtöpfen gebaut hatte. Von diesem Zeitpunkt an bis zu Carltons Tod im Jahr 1987 sollten die beiden Brüder als Rhythmusgruppe ein unzertrennliches Team bilden. Seinen ersten richtigen Bass bekam Aston von einem Mitglied der Gruppe The Gaylads. Die Brüder gründeten ihre erste Band, The Hippy Boys, mit Sänger Max Romeo in den späten Sechzigern. Die erste Aufnahme, auf der sie mitspielen, ist Watch This Sound (1968) von den Uniques.
Ein erster Top-Ten-Erfolg, auf dem die Barrett Brothers zu hören sind, war Liquidator von den Harry J Allstars aus dem Jahr 1968 (Platz 9 in den UK-Singles-Charts). Wet Dream von Max Romeo mit den Hippie Boys kletterte im Sommer 1969 in die Top Ten der britischen Hitparade und blieb insgesamt 25 Wochen in den UK-Single-Charts. Ein Teil der Musiker der Hippy Boys, darunter die Brüder Barrett, bildeten später Lee Perrys Studio-Band The Upsetters. Diese Band kam mit Return of Django 1969 auf Platz 5 in den britischen Charts. Die Upsetters begleiteten außerdem die Wailers in den Jahren 1970 und 1971 auf einer Reihe von Singles, die später unter anderem auf der Platte African Herbsman veröffentlicht wurden. Diese Sessions können als einer der Höhepunkte des Early Reggae angesehen werden. Bob Marley übernahm die Barrett-Brüder (zusammen mit weiteren Musikern der Upsetters) in seine Band The Wailers. 1973 veröffentlichten sie Catch a Fire, das als erstes Roots-Reggae-Album gelten kann.

### Zusammenarbeit mit Bob Marley
Barrett wurde der musikalische Kopf von Bob Marleys Begleitband The Wailers, in der er zusammen mit seinem Bruder von 1970 an bis zu Marleys Tod im Jahre 1981 spielte. Neben der Rolle als Bassist erfüllte er dort zeitweise die Funktion des Musikproduzenten, Arrangeurs, Background-Sängers, Gitarristen, Keyboarders und Co-Songwriters.
Barrett verwendete in der Regel einen Fender Jazz Bass. Er bevorzugte den Finger-Anschlag gegenüber dem Anschlag mit Plektrum. Seine Bass-Linien waren oft rhythmisch vertrackt und doch immer eingängig, ein gutes Beispiel ist die Bass-Figur von I Shot The Sheriff. Auffällig ist, dass Barrett kaum je variierte oder improvisierte.
Durch ihren hohen Wiedererkennungswert bildeten seine Bass-Parts den idealen Kontrapunkt zu Marleys Gesangs-Improvisationen. Barrett beeinflusste unzählige weitere Bassisten, darunter den neben ihm vielleicht bedeutendsten Reggae-Bassisten Robbie Shakespeare, der zeitweise sein Schüler war. Barretts Spiel kann als beispielhaft für Reggae-Bass überhaupt angesehen werden.
Nicht zu unterschätzen ist Barretts Einfluss als Arrangeur und Produzent. Auf jedem der künftigen Alben erschien Astons Name direkt unter dem Marleys, womit Family Man als das nach Marley wichtigste Bandmitglied präsentiert wurde (dies galt auch für Catch a Fire und Burnin’, bei denen die Original-Wailers Peter Tosh und Bunny Wailer noch der Gruppe angehörten). Zu Barretts Pflichten gehörte das Rekrutieren und Einarbeiten zusätzlicher Musiker (zum Beispiel Bläser), die Leitung der Band-Proben und das Überwachen der Bühnen- und Studio-Arbeit. Er war Co-Autor der Songs Rebel Music (3 O’clock Roadblock) und Want More. Who the Cap Fit (a.k.a. Man to Man) schrieb er zusammen mit seinem Bruder. Er produzierte und spielte auch auf Solo-Platten der Künstler in Marleys Umfeld, darunter Peter Tosh, Bunny Wailer, Rita Marley, Judy Mowatt und Marcia Griffiths. Marley selbst vertraute Aston Barrett die Produktion der Melody Makers an, einer Gruppe, die aus einigen von Marleys Kindern besteht. Die letzte Wailers-Single vor Marleys Tod war I Know. Noch vom Krankenbett in einem Hospital in Bayern aus bat Marley telefonisch Family Man Barrett, die Single zu mixen und für die Veröffentlichung vorzubereiten.

### Nach Marleys Tod
Nach Marleys Tod kam es 1984 zur Zusammenarbeit der Barrett-Brüder mit Justin Hinds auf dessen Album Travel with Love. Daneben spielte Barrett unter anderem auf Alben von Burning Spear und John Denver. Zeit seiner Karriere trat Family Man auch als musikalischer Lehrer in Erscheinung, der jüngere Künstler unter die Fittiche nahm und sie musikalisch ausbildete. Zu seinen Studenten gehörten unter anderem Brinsley Ford, der spätere Leader von Aswad, Bob Marleys Sohn Julian und Bassist Robbie Shakespeare. Aston baute außerdem einen der ersten, wenn nicht überhaupt den ersten, Drumcomputer, dem er den Namen The Rhythm King gab – den Titel, den Family Man selbst seit über 30 Jahren innehat.
Barrett starb am 3. Februar 2024 im Alter von 77 Jahren in Miami.

## Ehrungen
Im Jahr 2012 erhielt er den Lifetime Achievement Award. Im Jahr 2021 verlieh ihm der Staat von Jamaika zum 75. Geburtstag den Order of Distinction in the Commander class, einen Ehrenorden.